# Arrondissement de Boulogne-sur-Mer
L'arrondissement de Boulogne-sur-Mer, aussi appelé le Boulonnais, est une division administrative française, située dans le département du Pas-de-Calais et la région Hauts-de-France.

## Composition
Le redécoupage cantonal de 2014 en France est intervenu pour abaisser le nombre de cantons. Sa prise d'effet est la date des élections départementales françaises de 2015.

### Composition de l'arrondissement avant 2015
Avant 2015, l'arrondissement de Boulogne-sur-Mer compte 75 communes groupées en 8 cantons (canton de Boulogne-sur-Mer-Nord-Est - canton de Boulogne-sur-Mer-Nord-Ouest - canton de Boulogne-sur-Mer-Sud - canton de Desvres - canton de Marquise - canton d'Outreau - canton du Portel - canton de Samer) : 
- Canton de Boulogne-sur-Mer-Nord-Est, qui groupe 1 fraction de commune et 4 communes :
Boulogne-sur-Mer (fraction Nord-Est), Conteville-lès-Boulogne, Pernes-lès-Boulogne, Pittefaux et Wimille ;
- Canton de Boulogne-sur-Mer-Nord-Ouest, qui groupe 1 fraction de commune et 1 commune :
Boulogne-sur-Mer (fraction Nord-Ouest) et Wimereux ;
- Canton de Boulogne-sur-Mer-Sud, qui groupe 1 fraction de commune et 4 communes :
Baincthun, Boulogne-sur-Mer (fraction Sud), Echinghen, La Capelle-lès-Boulogne et Saint-Martin-Boulogne ;
- Canton de Desvres, qui groupe 23 communes :
Alincthun, Bainghen, Belle-et-Houllefort, Bellebrune, Bournonville, Brunembert, Colembert, Courset, Crémarest, Desvres, Henneveux, Le Wast, Longfossé, Longueville, Lottinghen, Menneville, Nabringhen, Quesques, Saint-Martin-Choquel, Selles, Senlecques, Vieil-Moutier et Wirwignes ;
- Canton de Marquise, qui groupe 21 communes :
Ambleteuse, Audembert, Audinghen, Audresselles, Bazinghen, Beuvrequen, Ferques, Hervelinghen, Landrethun-le-Nord, Leubringhen, Leulinghen-Bernes, Maninghen-Henne, Marquise, Offrethun, Rety, Rinxent, Saint-Inglevert, Tardinghen, Wacquinghen, Wierre-Effroy et Wissant ;
- Canton d'Outreau, qui groupe 2 communes :
Équihen-Plage et Outreau ;
- Canton du Portel, qui groupe 2 communes :
Boulogne-sur-Mer et Le Portel ;
- Canton de Samer, qui groupe 18 communes :
Carly, Condette, Dannes, Doudeauville, Halinghen, Hesdigneul-lès-Boulogne, Hesdin-l'Abbé, Isques, Lacres, Nesles, Neufchâtel-Hardelot, Questrecques, Saint-Étienne-au-Mont, Saint-Léonard, Samer, Tingry, Verlincthun et Wierre-au-Bois.

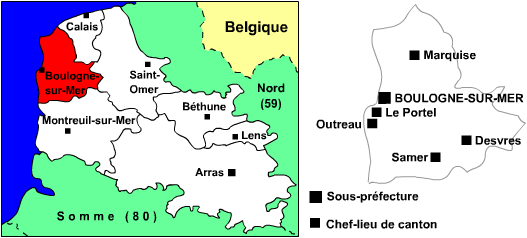
Situation de l'arrondissement de Boulogne-sur-Mer dans le département du Pas-de-Calais, et de ses chefs-lieux de cantons jusqu'en 2015.

### Découpage communal depuis 2015
Depuis 2015, le nombre de communes des arrondissements varie chaque année soit du fait du redécoupage cantonal de 2014 qui a conduit à l'ajustement de périmètres de certains arrondissements, soit à la suite de la création de communes nouvelles. Le nombre de communes de l'arrondissement de Boulogne-sur-Mer est ainsi de 75 en 2015, 75 en 2016 et 74 en 2017.
Au 1er janvier 2024, l'arrondissement groupe les 74 communes suivantes :
1. Alincthun
2. Ambleteuse
3. Audembert
4. Audinghen
5. Audresselles
6. Baincthun
7. Bazinghen
8. Bellebrune
9. Belle-et-Houllefort
10. Beuvrequen
11. Boulogne-sur-Mer
12. Bournonville
13. Brunembert
14. La Capelle-lès-Boulogne
15. Carly
16. Colembert
17. Condette
18. Conteville-lès-Boulogne
19. Courset
20. Crémarest
21. Dannes
22. Desvres
23. Doudeauville
24. Echinghen
25. Équihen-Plage
26. Ferques
27. Halinghen
28. Henneveux
29. Hervelinghen
30. Hesdigneul-lès-Boulogne
31. Hesdin-l'Abbé
32. Isques
33. Lacres
34. Landrethun-le-Nord
35. Leubringhen
36. Leulinghen-Bernes
37. Longfossé
38. Longueville
39. Lottinghen
40. Maninghen-Henne
41. Marquise
42. Menneville
43. Nabringhen
44. Nesles
45. Neufchâtel-Hardelot
46. Offrethun
47. Outreau
48. Pernes-lès-Boulogne
49. Pittefaux
50. Le Portel
51. Quesques
52. Questrecques
53. Rety
54. Rinxent
55. Saint-Étienne-au-Mont
56. Saint-Inglevert
57. Saint-Léonard
58. Saint-Martin-Boulogne
59. Saint-Martin-Choquel
60. Samer
61. Selles
62. Senlecques
63. Tardinghen
64. Tingry
65. Verlincthun
66. Vieil-Moutier
67. Wacquinghen
68. Le Wast
69. Wierre-au-Bois
70. Wierre-Effroy
71. Wimereux
72. Wimille
73. Wirwignes
74. Wissant

## Sous-préfets
| Période                        | Période        | Identité                                 | Fonction précédente                    | Observation |
| ------------------------------ | -------------- | ---------------------------------------- | -------------------------------------- | ----------- |
| 14 floréal an VIII(4 mai 1800) |                | Amé-Thérèse-Joseph Masclet               |                                        |             |
| 14 avril 1848                  | 9 juillet 1848 | Pierre Ayraud-Degeorge                   |                                        |             |
| 10 janvier 1849                |                | Charlemagne de Maupas (1818-1888)        | Préfet de l'Allier le 22 novembre 1849 |             |
| 1866                           |                | Antoine Pugliesi-Conti (1827-1908)       |                                        |             |
| ca 1935                        |                | Eugène Morin                             |                                        |             |
| 1943                           |                | Michel Henry de Villeneuve               | Préfet des Côtes-du-Nord               |             |
| fin 1944                       | 30 avril 1946  | Pierre Hars dit Duffort                  |                                        |             |
|                                |                |                                          |                                        |             |
| 1990                           | 1995           | Jean-Michel Mehnert                      |                                        |             |
| octobre 1995                   | 1998           | Christian Neraud Le Mouton de Boisdeffre | Sous-préfet d'Étampes                  |             |
|                                |                |                                          |                                        |             |
| 2013                           | 2016           | Philippe Dieudonné                       |                                        |             |
| 2017                           | 2020           | Jean-Philippe Vennin                     |                                        |             |
| 2020                           | 2023           | Dominique Consille                       | sous-préfète de Dinan                  |             |
| 2023                           | En cours       | Patrick Leverino                         | sous-préfet de Largentière             |             |
|                                |                |                                          |                                        |             |

## Démographie
En 2022, l'arrondissement comptait 157 976 habitants.
| 1968    | 1975    | 1982    | 1990    | 1999    | 2006    | 2011    | 2016    | 2021    |
| ------- | ------- | ------- | ------- | ------- | ------- | ------- | ------- | ------- |
| 152 589 | 157 706 | 158 180 | 158 703 | 163 159 | 162 602 | 161 829 | 159 748 | 157 817 |

| 2022    | - | - | - | - | - | - | - | - |
| ------- | - | - | - | - | - | - | - | - |
| 157 976 | - | - | - | - | - | - | - | - |

### Pyramide des âges
Comparaison des pyramides des âges de l'arrondissement et du département du Pas-de-Calais en 2006 :
| Hommes | Classe d’âge   | Femmes |
| ------ | -------------- | ------ |
| 0,2    | 90 ans et plus | 0,9    |
| 4,7    | 75 à 89 ans    | 8,4    |
| 10,9   | 60 à 74 ans    | 12,9   |
| 20,8   | 45 à 59 ans    | 19,8   |
| 21     | 30 à 44 ans    | 20,1   |
| 20,3   | 15 à 29 ans    | 18,6   |
| 22,1   | 0 à 14 ans     | 19,3   |

| Hommes | Classe d’âge   | Femmes |
| ------ | -------------- | ------ |
| 0,2    | 90 ans et plus | 0,9    |
| 5      | 75 à 89 ans    | 8,9    |
| 10,9   | 60 à 74 ans    | 12,8   |
| 20,9   | 45 à 59 ans    | 20     |
| 21,2   | 30 à 44 ans    | 19,8   |
| 20,6   | 15 à 29 ans    | 18,7   |
| 21,3   | 0 à 14 ans     | 18,9   |